# Кубок Вірменії з футболу 2014—2015
Кубок Вірменії з футболу 2014–2015 — 24-й розіграш кубкового футбольного турніру у Вірменії. Володарем кубка увосьме став Пюнік.

## Чвертьфінали
Перші матчі відбулися 17 вересня і 1 жовтня, а матчі-відповіді — 22 жовтня і 5 листопада 2014 року.
| Команда 1 | Заг. | Команда 2         | 1-й матч | 2-й матч |
| --------- | ---- | ----------------- | -------- | -------- |
| Арарат    | 3:6  | Алашкерт          | 0:2      | 3:4      |
| Пюнік     | 4:0  | Ширак             | 3:0      | 1:0      |
| Міка      | 5:0  | Гандзасар (Капан) | 2:0      | 3:0      |
| Уліссес   | 3:4  | Бананц            | 1:4      | 2:0      |

## Півфінали
Перші матчі відбулися 18-19 березня, а матчі-відповіді — 15-16 квітня 2015 року.
| Команда 1 | Заг. | Команда 2 | 1-й матч | 2-й матч |
| --------- | ---- | --------- | -------- | -------- |
| Міка      | 4:3  | Бананц    | 1:2      | 3:1      |
| Пюнік     | 3:2  | Алашкерт  | 3:1      | 0:1      |

## Фінал
| 6 травня 2015 19:00 (CET) |

| Міка                             | 1:3      | Пюнік                       |
| -------------------------------- | -------- | --------------------------- |
| Алекс Енріке да Сілва 11' (пен.) | Протокол | Гакоб'ян 4', 32' Ромеро 36' |

| Республіканський стадіон імені Вазгена Саркісяна, Єреван Глядачів: 5 000 Арбітр: Джанлука Роччі (Італія) |